# Comuna Românești, Botoșani
Românești este o comună în județul Botoșani, Moldova, România, formată din satele Dămideni, Românești (reședința), Românești-Vale și Sărata.
Localitatea Românești este una dintre cele mai vechi așezări din județ, fiind situată într-o zonă colinară, cu dealuri domoale orientate de la nord, nord-vest spre sud, sud-est.
Localitățile care formează comuna sunt: Românești, centru de comună, Sărata și Dămideni. Numărul total al locuitorilor din comuna Românești este de 2250. Drumul național DN 24 face legătura între comună și celelalte localități din județul Botoșani.
Satul Românești, reședința comunei, este unul din cele mai vechi sate din zonă, menționat însă sub numele de Băscăcăuți, transformat mai apoi în Băscăceni și apoi Boscoteni. Toponimul Gura Bașeului are în vedere tot zona satului Băscăceni. Din documentele vremii se desprinde informația că prin Gura Bașeului se înțelegea tocmai această regiune, deoarece pârâul cu acest nume se vărsa în dreapta Prutului, în această zonă. Aici a existat un vechi pot de traversare a Prutului. Așa se explică probabil și prezența în zonă a negustorilor brașoveni dar și faptul că aici a fost un important punct strategic, care a fost multă vreme sub control tătar. Tătarii își exercitau controlul prin intermediul bascacilor, care erau dregători prevăzuți cu escorte puternice de călăreți pentru a-i putea ține sub observație pe localnici.
Înaintând în timp, proprietarii acestor domenii se schimbă frecvent și nu se poate preciza dacă aceste schimbări au loc prin succesiune sau prin vânzări. În anul 1803 satul Băscăceni apare menționat ca fiind sat răzășesc, având 70 de case sau familii de birnici, care plăteau 356 lei pe sfert, adică 1424 lei pe an. În anul 1816 satul Băscăceni avea 60 de familii care plăteau un bir de 190 lei pe sfert adică 760 lei pe an. Aflăm că în această perioadă satul era răzășesc, dar cea mai mare parte a moșiei se părea că aparține stolnicului Grigore Tomiță.
Din anul 1865 satul Băscăceni face parte din comuna Ostopceni Răzeși, apoi Ostopceni din 1873, comuna Românești din 1906, comuna Boscoteni între 1925 – 1929, apoi comuna Rânghilești între anii 1929 – 1931, când revine la comuna Românești, pentru a fi înglobat în satul Românești în anul 1956. Începând din 1832 satul este menționat cu numele Boscoteni, care nu trebuie confundat cu cătunul satului Dersca, care poartă același nume.

## Demografie
Componența etnică a comunei Românești
     Români (97,69%)
     Alte etnii (0%)
     Necunoscută (2,31%)
Componența confesională a comunei Românești
     Ortodocși (91,17%)
     Creștini după evanghelie (4,52%)
     Penticostali (1,16%)
     Alte religii (0,47%)
     Necunoscută (2,68%)
Conform recensământului efectuat în 2021, populația comunei Românești se ridică la 1.902 locuitori, în scădere față de recensământul anterior din 2011, când fuseseră înregistrați 1.944 de locuitori. Majoritatea locuitorilor sunt români (97,69%), iar pentru 2,31% nu se cunoaște apartenența etnică. Din punct de vedere confesional, majoritatea locuitorilor sunt ortodocși (91,17%), cu minorități de creștini după evanghelie (4,52%) și penticostali (1,16%), iar pentru 2,68% nu se cunoaște apartenența confesională.

## Politică și administrație
Comuna Românești este administrată de un primar și un consiliu local compus din 11 consilieri. Primarul, Constantin-Marius Răschip[*], de la Partidul Social Democrat, este în funcție din 1 noiembrie 2024. Începând cu alegerile locale din 2024, consiliul local are următoarea componență pe partide politice:
|  | Partid                          | Consilieri | Componența Consiliului | Componența Consiliului | Componența Consiliului | Componența Consiliului | Componența Consiliului | Componența Consiliului |
|  | ------------------------------- | ---------- | ---------------------- | ---------------------- | ---------------------- | ---------------------- | ---------------------- | ---------------------- |
|  | Partidul Social Democrat        | 6          |                        |                        |                        |                        |                        |                        |
|  | Partidul Național Liberal       | 3          |                        |                        |                        |                        |                        |                        |
|  | Alianța pentru Unirea Românilor | 1          |                        |                        |                        |                        |                        |                        |
|  | Alianța Dreapta Unită           | 1          |                        |                        |                        |                        |                        |                        |